# Mateo Nicolau
Mateo Nicolau (* 18. August 1920 in General Pico, La Pampa; † 29. Oktober 2005) war ein argentinischer Fußballspieler auf der Position des Stürmers, der die meisten Jahre seiner aktiven Karriere in Mexiko verbrachte und vier Jahre lang beim FC Barcelona agierte.

## Leben
Nicolau begann seine Profikarriere 1940 beim CA San Lorenzo de Almagro, mit dem er zweimal (1941 und 1942) argentinischer Vizemeister hinter der zu jener Zeit überragenden Mannschaft von River Plate wurde. Als Vizemeister hatte man seinerzeit die Möglichkeit, um die Copa de Confraternidad Escobar-Gerona zu spielen, die San Lorenzo 1941 gewann.
1943 wechselte Nicolau nach Mexiko zum Hauptstadtverein Club América und zwei Jahre später zu dessen Stadtrivalen CF Atlante, mit dem er in der Saison 1946/47 mexikanischer Meister wurde.
Zwischen 1948 und 1952 spielte er für den FC Barcelona und war der Argentinier in den Reihen der Katalanen, der die meisten Titel gewann. So wurde er mit Barça je zweimal spanischer Meister (1948/49 und 1951/52), Pokalsieger (1951 und 1952) und Sieger im Coupe Latine  (1949 und 1952).
1952 kehrte er nach Mexiko zurück und spielte für die nächsten drei Jahre beim CD Zacatepec, mit dem er in der Saison 1954/55 noch einmal mexikanischer Meister wurde.
,

## Erfolge
- Spanischer Meister: 1948/49 und 1951/52 (mit Barcelona)
- Spanischer Pokalsieger: 1950/51 und 1951/52 (mit Barcelona)
- Coupe Latine: 1949 und 1952 (mit Barcelona)
- Mexikanischer Meister: 1946/47 (mit Atlante), 1954/55 (mit Zacatepec)
- Copa de Confraternidad Escobar-Gerona: 1941 (mit San Lorenzo)
- Argentinischer Vizemeister: 1941 und 1942 (mit San Lorenzo)